# Stetten im Remstal
Stetten im Remstal ist der südliche Teilort der Gemeinde Kernen im Remstal im Rems-Murr-Kreis.

## Geographie

### Geographische Lage

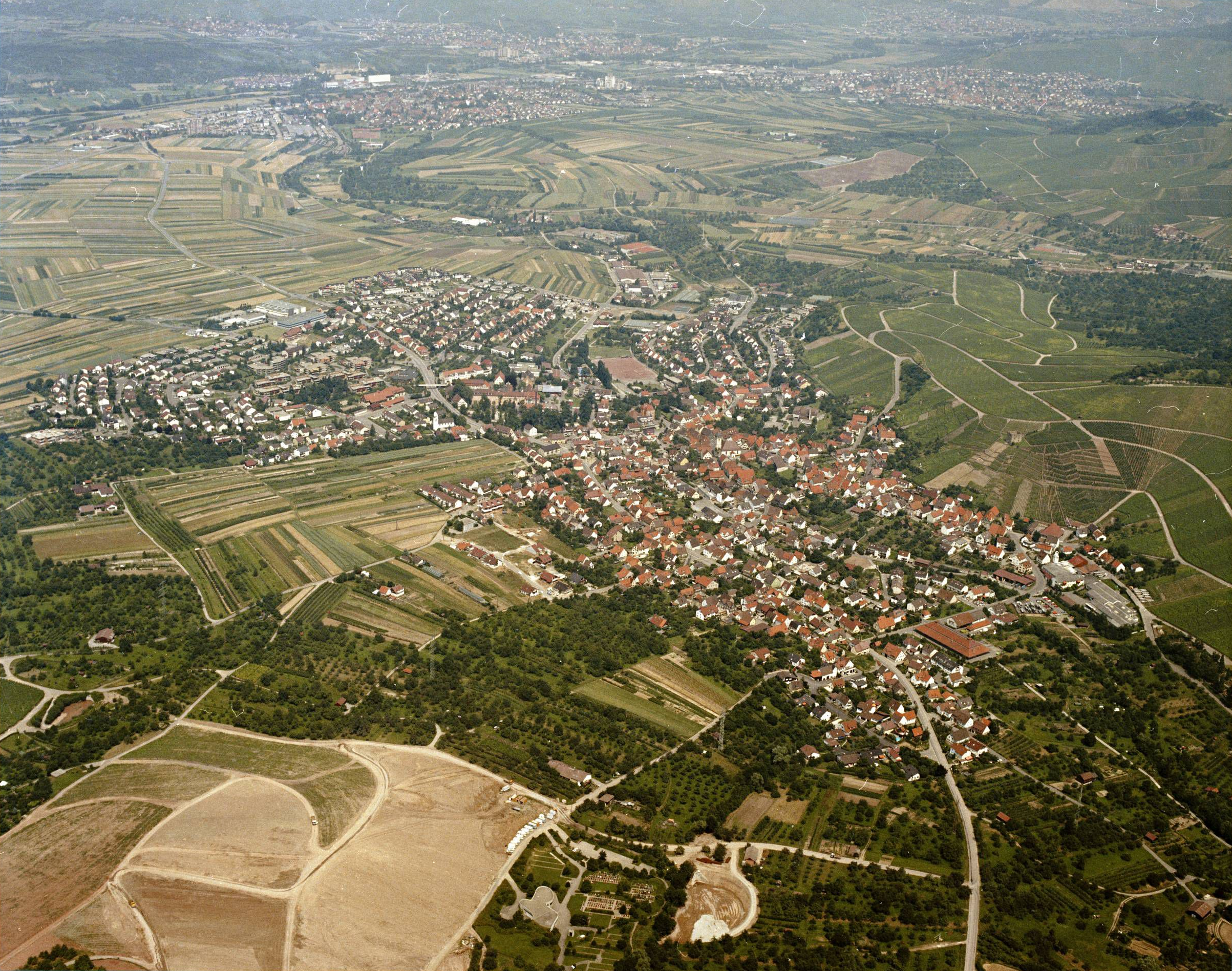
Luftbild von Stetten (1983)

Stetten bildet den südlichen Teil der Gemeinde. Es befindet sich im Tal des Haldenbachs. Der Ort ist umgeben von Weinbergen. Am Südrand des Ortes beginnt der Schurwald.

## Geschichte

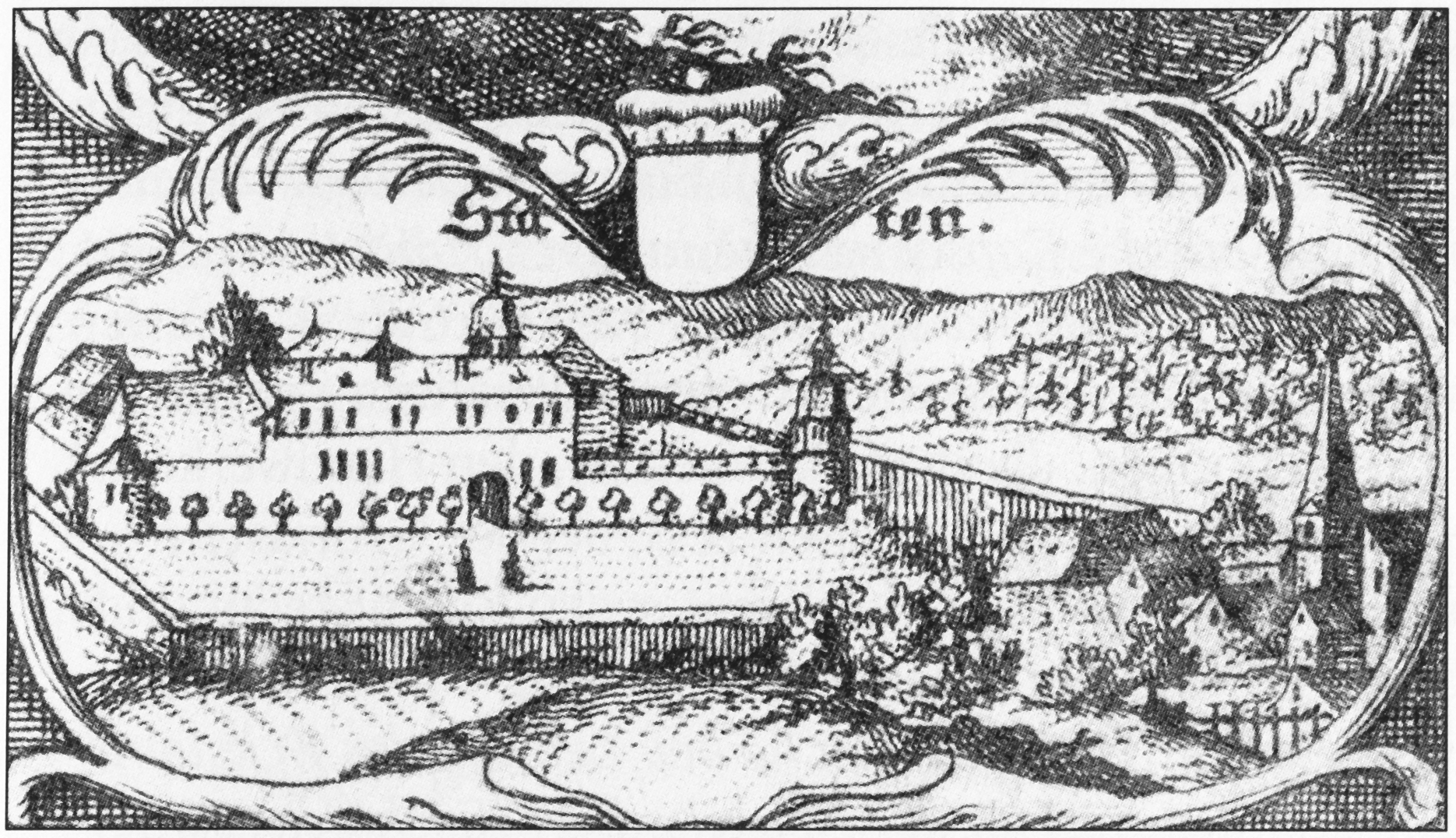
Stetten und das Schloss (1691)

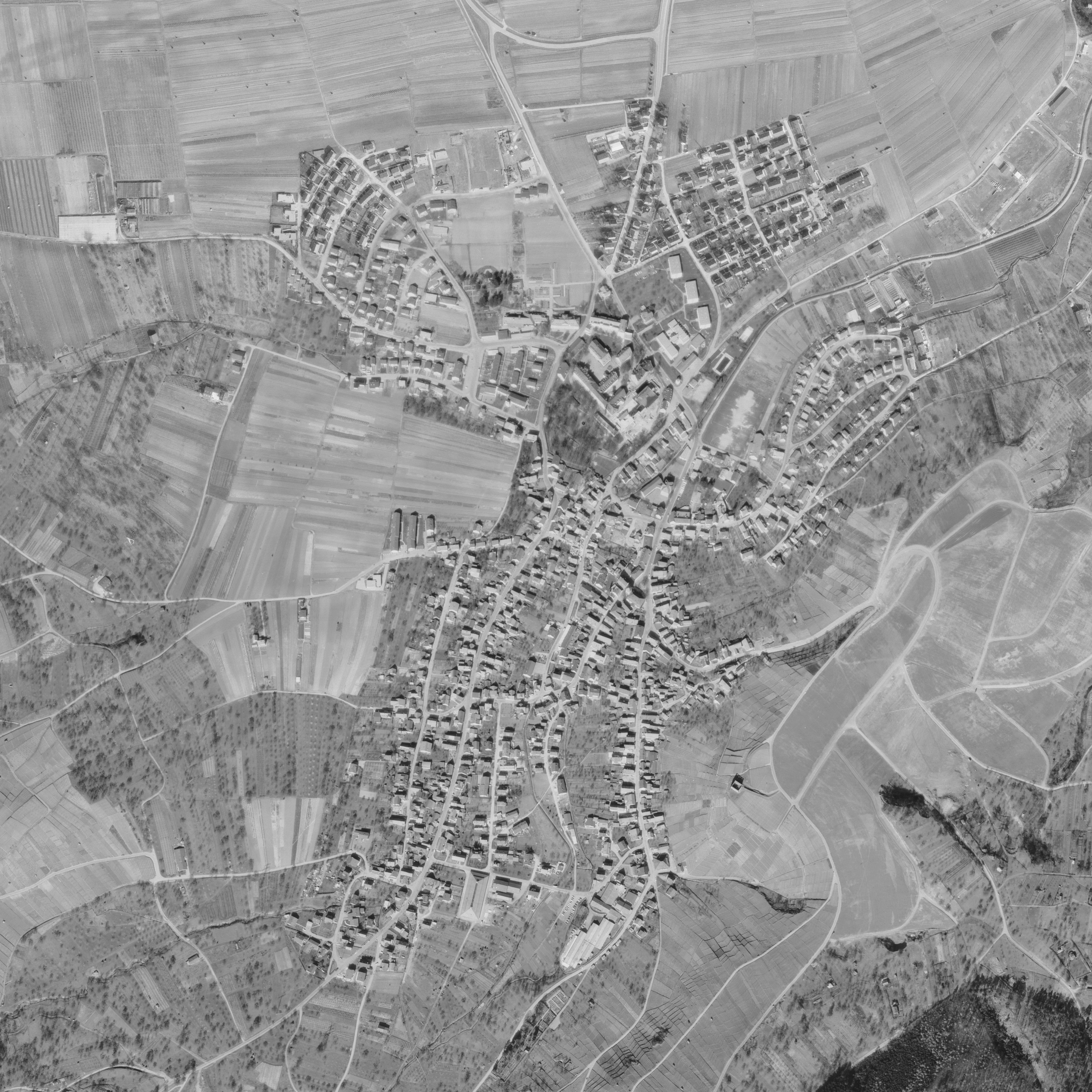
Orthofoto von 1968

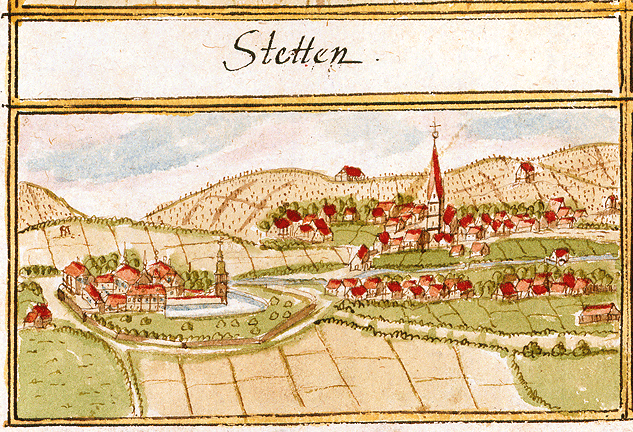
Ansicht von Stetten im Remstal im Jahr 1685, Kiesersche Forstkarte

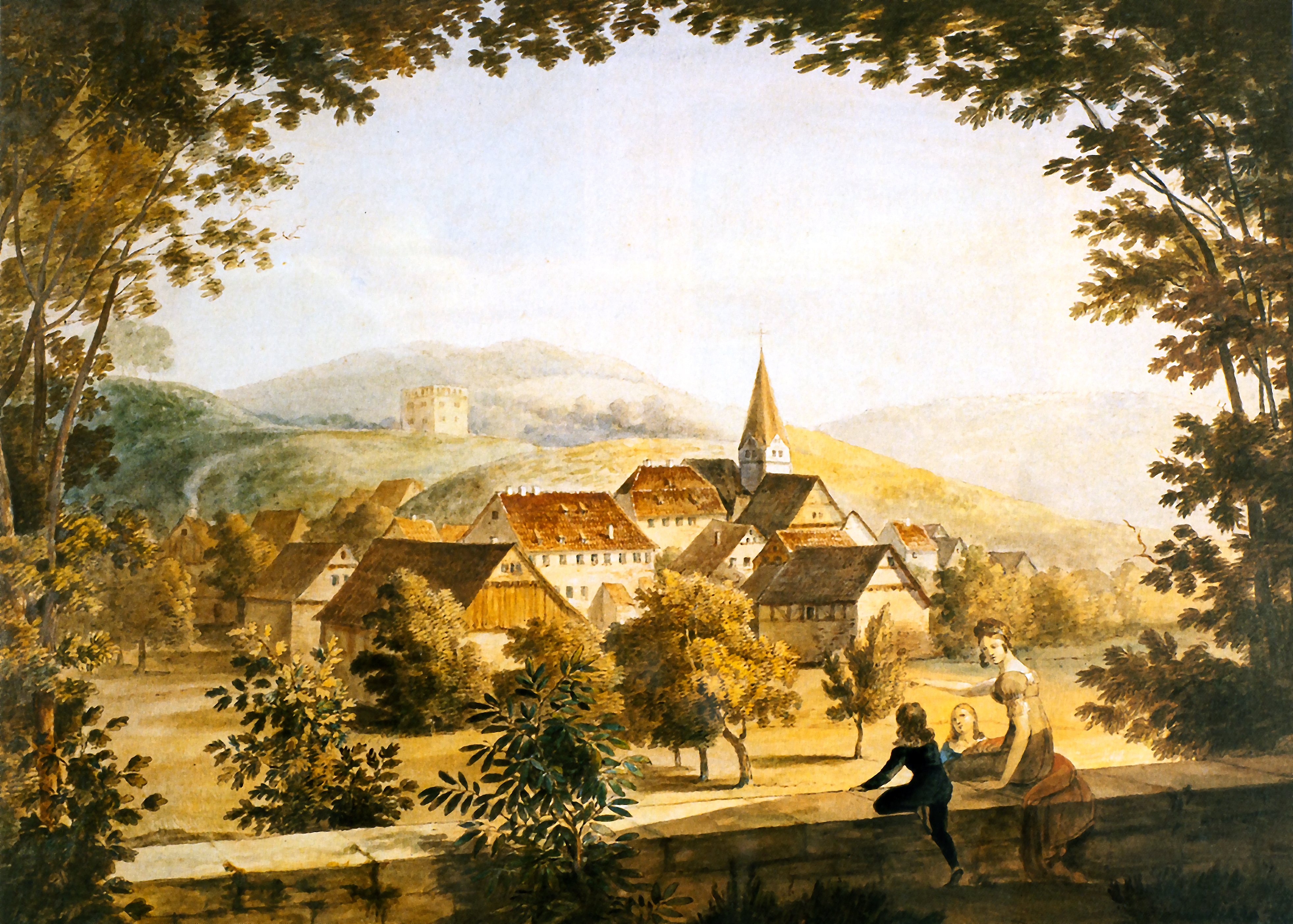
Stetten um 1820 vom Schloss aus gesehen

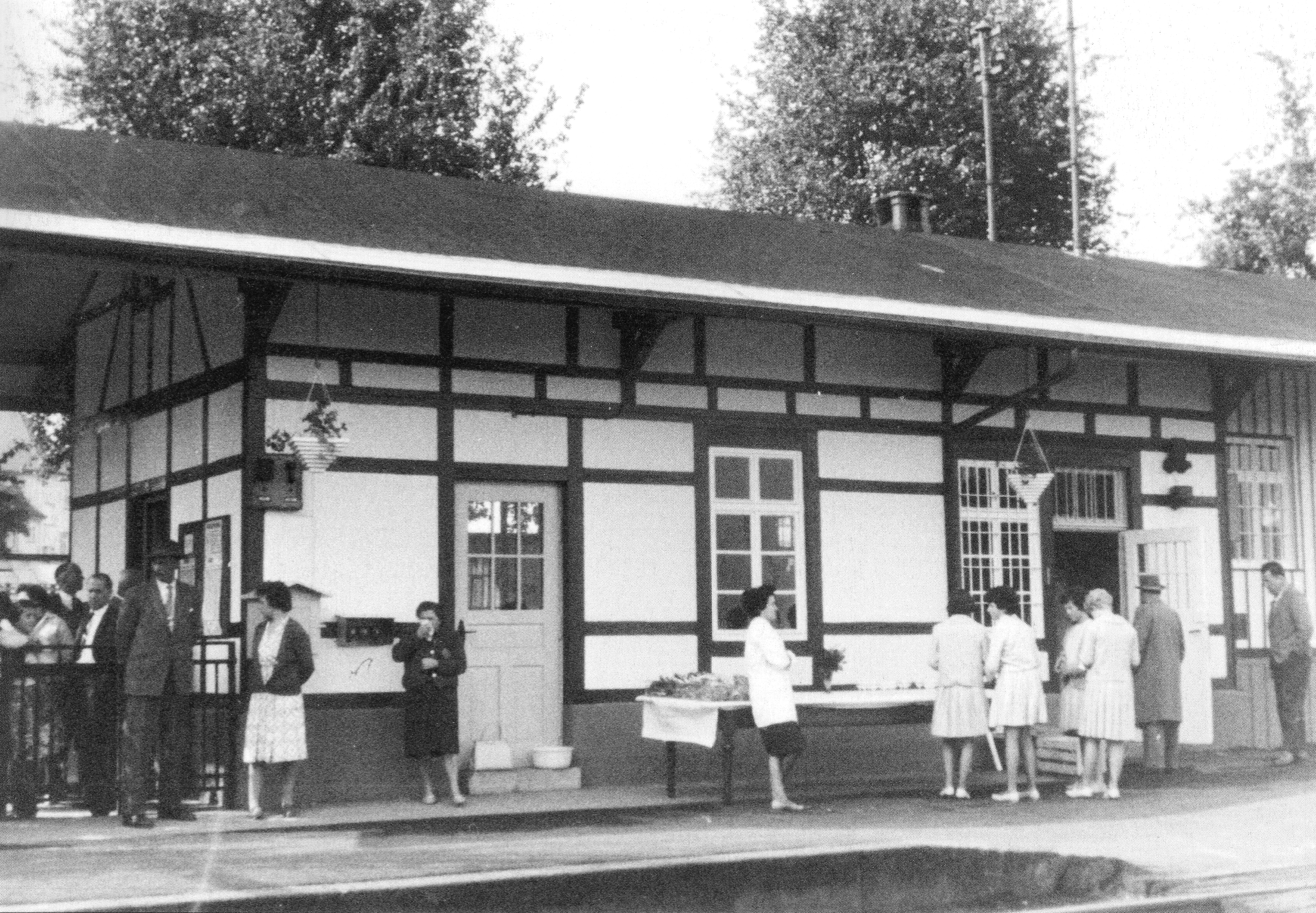
Eisenbahnhaltestelle Stetten, erste Hälfte 20. Jahrhundert

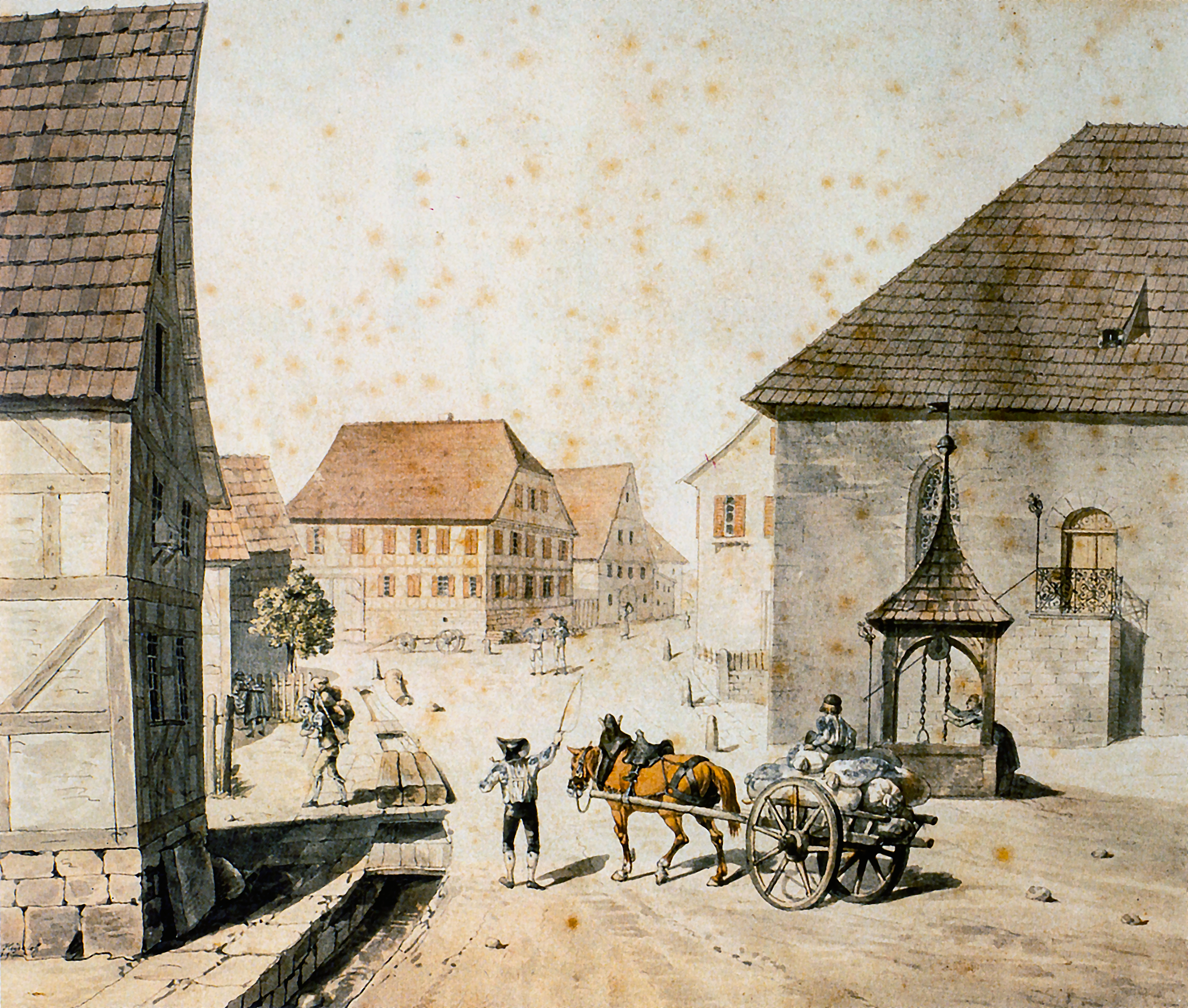
Stettener Kirchplatz um 1830

### Urgeschichte
Bereits in der Mittleren Steinzeit war das heutige Stetten besiedelt. Es wurden Pfeilspitzen und Abschläge von Bearbeitungen aus dieser Epoche gefunden. Aus der Jungen Steinzeit wurden Tongefäße, Speer- und Pfeilspitzen, Schaber, Messerteile, Steinbeile, Reste von Häusern und Feuerstellen gefunden.

### Mittelalter
Im Herbst 1973 wurde ein Alamannengrab am Stettener Finkenweg entdeckt.
2018 wurden bei Bauarbeiten die Reste einer alten Wasserburg entdeckt, welche vermutlich aus der Zeit zwischen 1220 und 1240 stammen. Die Reste sind damit älter als die erste urkundliche Erwähnung Stettens.
Im Jahre 1241 wurde Stetten das erste Mal urkundlich genannt. Am 2. Februar 1241 verkauften die Grafen Ulrich und Eberhard von Württemberg einen Hof an das Kloster Heiligkreuztal. Als Zeuge wird ein Eberhardus dapifer de Stetin genannt, also Eberhard, Truchsess von Stetten. Truchsesse waren leibeigene Dienstmänner der Grafen von Württemberg. Sie hatten die Rolle des ersten Hofmarschalls. Bei wichtigen Entscheidungen waren stets die Herren Truchsessen von Stetten als Hofbeamte der Württembergischen Grafen und Herzöge dabei. Die Herren von Stetten kamen aus dem Gebiet der Herzöge von Teck (Wernau-Pfauhausen) und führten deshalb die „teckschen Wecken“ (drei blaue Rauten auf goldenem Grund) in ihrem Wappen.
Das Dorf Stetten wurde im Lauf der Jahrhunderte immer wieder verkauft.
Um 1300 wurde die Yburg oberhalb des Tales errichtet. Anfangs trug sie den Namen Eibenberg, der über Yberg zu Yburg mutierte. Dort wohnten die Herren von Yberg. Die Burg wurde seit 1442 nicht mehr bewohnt. Nach dem Tod des letzten Herren der Yburg kam die Yburg an das Haus Württemberg. 1490 kaufte Ritter Truchsess von Stetten die Yburg von Graf Eberhard von Württemberg. Nach dem Tod des letzten Herren von Stetten wird die Yburg an Dietrich von Weiler, dem Herren der
Burg Lichtenberg im Bottwartal verkauft. Im Jahre 1760/61 wurde sie auf Geheiß von Herzog Carl Eugen bis auf die Zargenmauern abgebrochen.
Zwischen 1384 und 1387 wurde das Stettener Schloss im Tal gebaut.
Stetten war, laut einer Urkunde aus dem Jahre 1413, ein kirchliches Filial von Beutelsbach. Deshalb mussten die Toten dort zum Friedhof getragen werden. Der Weg, welcher noch heute Totenfurt genannt wird, führt am heutigen ehemaligen Fernsehumsetzer vorbei. Dort stand auch später der Galgen, welcher womöglich nie genutzt wurde. Erst 1482 wurde Stetten durch den Bischof von Konstanz zur selbständigen Pfarrei erhoben. 1488 hat Hans I. von Stetten den berühmten Altar gestiftet, der mittlerweile im württembergischen Landesmuseum in Stuttgart ausgestellt wird.

### Neuzeit
Der württembergische Erbmarschall Konrad Thumb von Neuburg kaufte Stetten im Jahr 1507 und erhielt die hohe Gerichtsbarkeit über den Ort. Sein Sohn Hans Konrad Thumb von Neuburg förderte dort um 1530 die Reformation und führte sie später auch durch. Die Thumb von Neuburg herrschten bis 1645 in Stetten.
1664 wurde Stetten an Herzog Eberhard III. verkauft.
Herzogin Magdalena Sibylla von Hessen-Darmstadt, Tochter des Landgrafen von Hessen, erhielt das Dorf und das Schloss Stetten als Brautgabe. Als ihr Mann Herzog Wilhelm Ludwig von Württemberg 1677 starb, erhielt sie Stetten als Witwensitz. Sie wohnte jedes Jahr von März bis Oktober in Stetten. Sie ließ die Stettener St.-Veits-Kirche im Jahre 1698 erneuern.
1692 wurde die erste Straße, welche ursprünglich für den Weintransport über den Schurwald gedacht war, gebaut.
Magdalena Sibyllas Nachfolgerin als Ortsherrin wurde nach ihrem Tod 1712 Wilhelmine von Grävenitz aus Mecklenburg, Nebenfrau von Herzog Eberhard Ludwig. Da dieser oft nach Stetten kam, wurde das Schloss standesgemäß ausgebaut. Außerdem wurde der Stettener Pfarrer zum Dekan ernannt, damit Wilhelmine von Grävenitz nicht vom Dekan in Waiblingen abhängig war. Der Herzog schickte sie 1731 außer Landes.
Nach dem Tod des Herzogs 1733 wurde seine Witwe Johanna Elisabeth Ortsherrin. Diese starb 1757 und die Herrschaft über das Dorf fiel an Herzog Carl Eugen. Dieser hatte für das Dorf nicht viel übrig und es ärgerte ihn, dass Stetten zwar sein Privatbesitz war, aber dennoch die Steuern an die Reichsritterschaft gingen. Außerdem hatte diese das Recht auf die Aushebung von Soldaten.
Im Jahre 1798 wurde zwischen Endersbacher- und Rommelshauser Straße von Kirchenrats-Baumeister Goez eine Zehntscheuer errichtet. Dort wurden bis Mitte des 19. Jahrhunderts Zehnten abgelöst bzw. in Geldabgaben verwandelt. Die Zehnten gehörten dem Stift Stuttgart, der Ortsherrschaft und dem Stift zum Heiligen Kreuz in Stuttgart. Um 1969 wurde die Zehntscheuer abgerissen.
1806 verloren die Reichsritter im Zuge der Mediatisierung ihre Selbstständigkeit und Stetten kam nach der Errichtung des Königreichs Württemberg vorübergehend zum Oberamt Esslingen, 1807 dann zum Oberamt Cannstatt.
1863 begann die Geschichte der Kinderheil- und Pflegeanstalt im Schloss, heute Diakonie Stetten.
1898 wurde die Haltestelle Stetten (heute S-Bahn-Haltepunkt Stetten-Beinstein) der Remsbahn eingerichtet. Dazu wurde ein Betriebsgebäude gebaut.
Anfang des 20. Jahrhunderts folgte der Anschluss an die Wasserversorgung (1901) und an das Stromnetz (1910).
Im Ersten Weltkrieg wurden 366 Männer aus Stetten eingezogen. Davon fanden 63 den Tod.
1923 kam Stetten zum Oberamt Waiblingen, welches während der NS-Zeit in Württemberg 1938 in den Landkreis Waiblingen überführt wurde.

### Stetten im Zweiten Weltkrieg
Im Zweiten Weltkrieg besaß Stetten keine kriegswichtigen Ziele. Dennoch wurde es im März 1944 Ziel eines Bombenangriffes – wahrscheinlich nur, weil sich die alliierten Flieger vertan hatten oder ihre Last vorzeitig abwerfen mussten. Getroffen und zerstört wurden die Häuser am Kegelplatz, es kamen keine Menschen zu Schaden.
Kurz vor Einmarsch der US-Truppen wurde unter Anleitung von Ortsgruppenleiter Wilhelm Hehner belastendes Material im Backhäusle verbrannt. Am 21. April 1945 rollten Panzer der US-Armee von Rommelshausen über das Hardtwiesentäle an. Stetten wurde kampflos übergeben. Die US-Armee durchsuchte die Häuser nach Waffen und Wertgegenständen. Auf Geheiß der Amerikaner wurden die Schilder der Adolf-Hitler-Straße (die Nazis benannten 1933 die Langgaß nach dem Führer) abmontiert.
Befreit wurde das jüdische Ehepaar Max und Ines Krakauer, welches in den letzten Kriegswochen durch die Pfarrersfrau Hildegard Spieth im Pfarrhaus versteckt gehalten worden war. Diese bekam dafür im Jahre 1979 das Bundesverdienstkreuz. Am Pfarrhaus wurde 2004 eine Gedenktafel für diese Tat angebracht.
Die Kommandantur der US-Armee wurde gegenüber dem Gasthof „Ochsen“ eingerichtet. Es herrschten Ausgangssperren mit Ausnahme von 8 bis 10 Uhr und 15 bis 17 Uhr. Der NS-Ortsgruppenleiter Wilhelm Hehner erhängte sich nach seiner Festnahme in seiner Zelle im Gefängnis in Waiblingen.
Im Zweiten Weltkrieg wurden 540 Stettener eingezogen. 94 fanden den Tod, 53 wurden vermisst.

### Nachkriegszeit
Stetten und Rommelshausen waren nach dem Zweiten Weltkrieg Teil der Amerikanischen Besatzungszone und gehörten somit seit 1945 zum neu gegründeten Land Württemberg-Baden, das 1952 im jetzigen Bundesland Baden-Württemberg aufging.
Stetten ist seit dem 20. September 1975 ein Teilort der Gemeinde Kernen im Remstal im Rems-Murr-Kreis. Zuvor war es eine eigenständige Gemeinde.

## Bevölkerung

### Einwohnerentwicklung
| Jahr | Einwohner | Anmerkung               |
| ---- | --------- | ----------------------- |
| 1494 | ca. 500   | Lindhalden: 100         |
| 1655 | 481       |                         |
| 1658 | 483       |                         |
| 1661 | 490       | 98 Bürger               |
| 1663 | 500       |                         |
| 1667 | 605       |                         |
| 1672 | 658       |                         |
| 1684 | 714       |                         |
| 1695 | 683       |                         |
| 1702 | 806       | 150 Bürger              |
| 1706 | 858       |                         |
| 1711 | 849       |                         |
| 1734 | 1084      | 234 Bürger, 8 Beisitzer |
| 1736 | 1075      | 211 Bürger, 4 Beisitzer |
| 1741 | 1141      |                         |

| Jahr | Einwohner | Anmerkung  |
| ---- | --------- | ---------- |
| 1744 | 1150      |            |
| 1763 | 1097      |            |
| 1768 | 1122      |            |
| 1773 | 1215      |            |
| 1783 | 1309      |            |
| 1788 | 1354      |            |
| 1792 | 1420      |            |
| 1800 | 1445      |            |
| 1806 | 1536      |            |
| 1813 | 1722      |            |
| 1820 | 1819      | 315 Bürger |
| 1830 | 1918      |            |
| 1840 | 1948      |            |
| 1843 | 2013      |            |
| 1858 | 1891      |            |

| Jahr | Einwohner | Anmerkung          |
| ---- | --------- | ------------------ |
| 1868 | 2016      | mit Anstalt        |
| 1874 | 2142      | mit Anstalt        |
| 1890 | 1655      | ohne Anstalt       |
| 1930 | 1650      | ohne Anstalt       |
| 1952 | 3292      | davon Anstalt: 760 |
| 2003 | 6217      | [ 21 ]             |
| 2004 | 6211      | [ 22 ]             |
| 2005 | 6227      | [ 23 ]             |
| 2006 | 6178      | [ 24 ]             |
| 2011 | 6200      | [ 25 ]             |
| 2017 | 6350      | [ 26 ]             |
| 2020 | 6350      | [ 1 ]              |

Einwohnerentwicklung von Stetten

Quelle 1494-1952: Ortschronik von Kaufmann, S. 285

## Wirtschaft

### Weinbau
Stetten war lange Zeit durch Landwirtschaft und Weinbau geprägt. Auch heute existieren noch einige Weinbetriebe im Ort. In Stetten existieren hochwertige Weinlagen, wie beispielsweise Stettener Brotwasser oder Stettener Pulvermächer.

#### Keltern
Aufgrund der starken Bedeutung von Weinbau im Ort besaß im Lauf der Jahre viele Keltern:
- Die Glockenkelter (zwischen 1495 und 1582 erbaut ⊙)
- Die Lindhaldenkelter (1713 bis 1716 erbaut, 1865 abgerissen ⊙)
- Die Gernkelter (1443 erstmals, seit 1582 nicht mehr erwähnt ⊙)
- Die Hardtkelter (1664 neu gedeckt, 1737 aufgebaut, 1872 abgerissen ⊙)
- Die Hohe Kelter (1487 gebaut, 1931 abgerissen ⊙)
- Die Hofkammerkelter (1870 erbaut ⊙)
- Die Genossenschaftskelter (1931 erbaut, seit 2020 außer Betrieb ⊙)

Keltern von Stetten
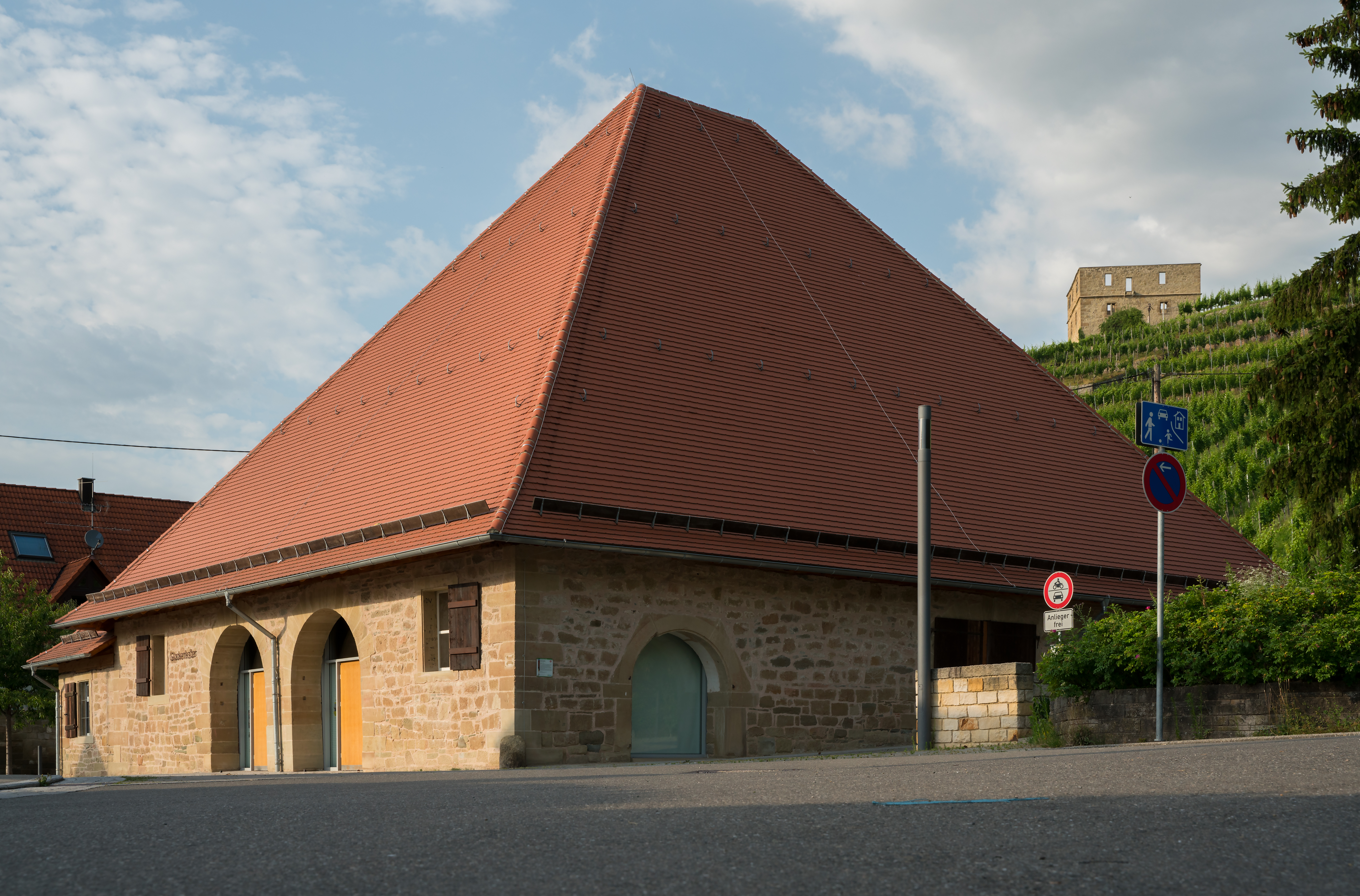
Glockenkelter mit der Yburg im Hintergrund
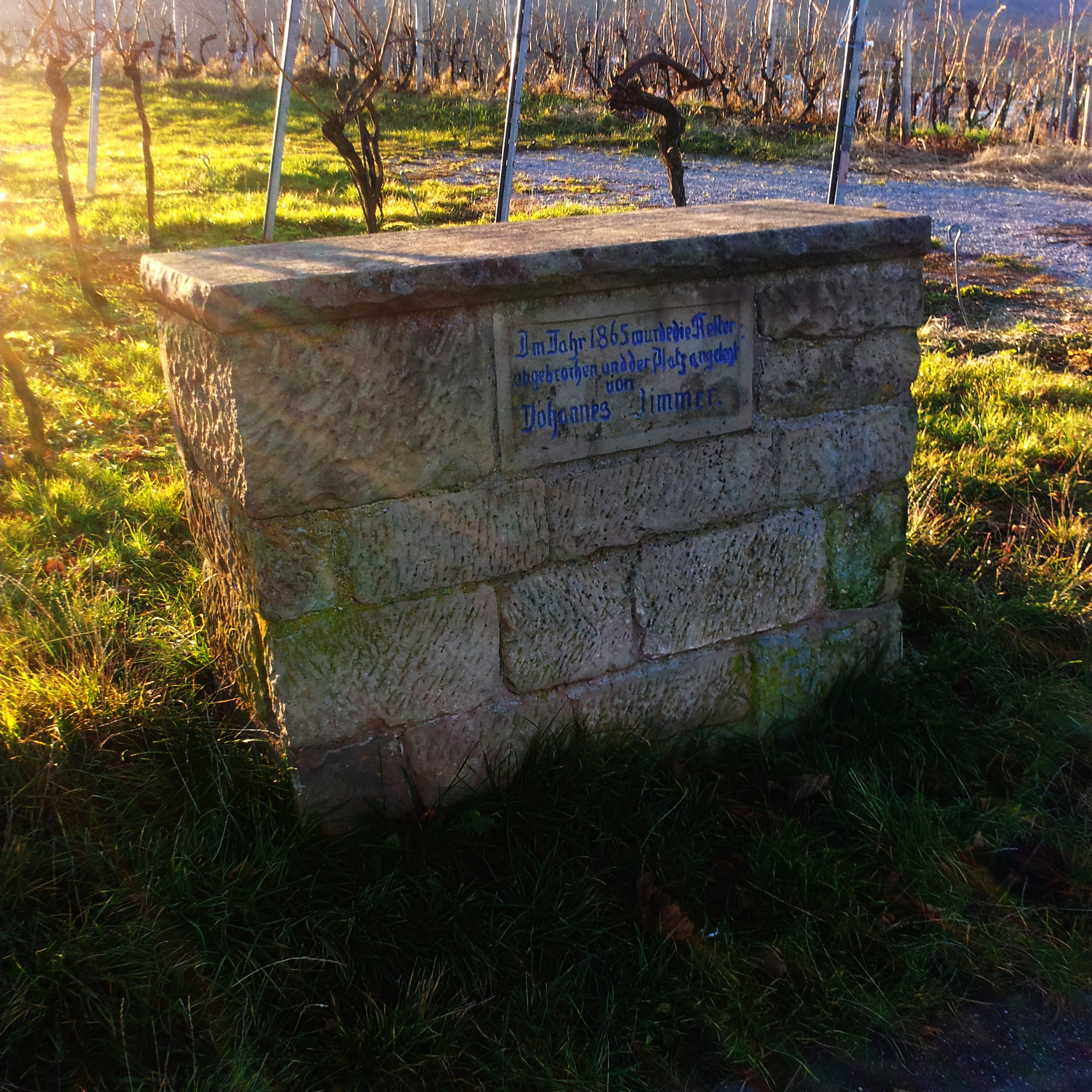
Gedenkstein der Lindhaldenkelter
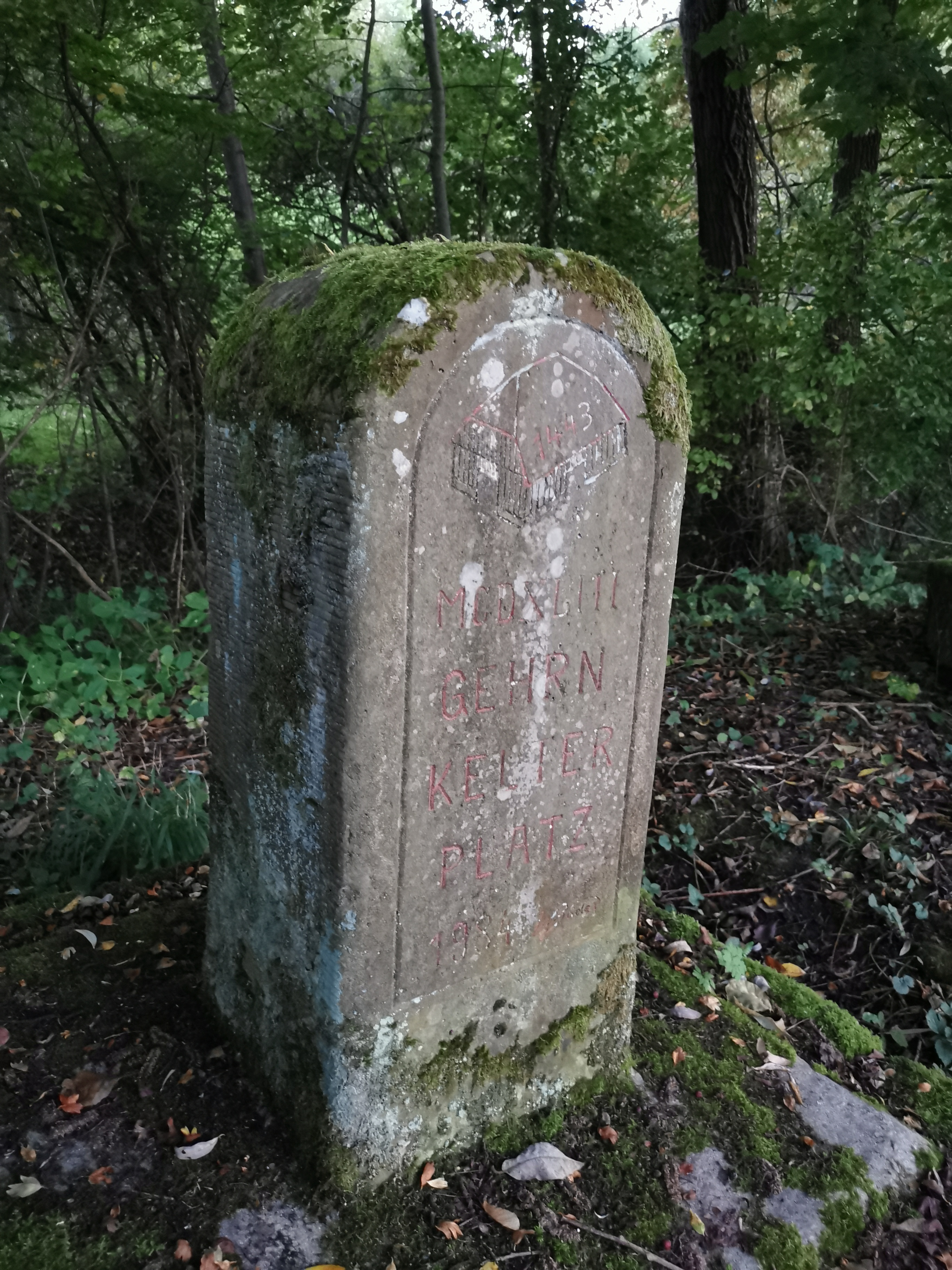
Gedenkstein der Gernkelter
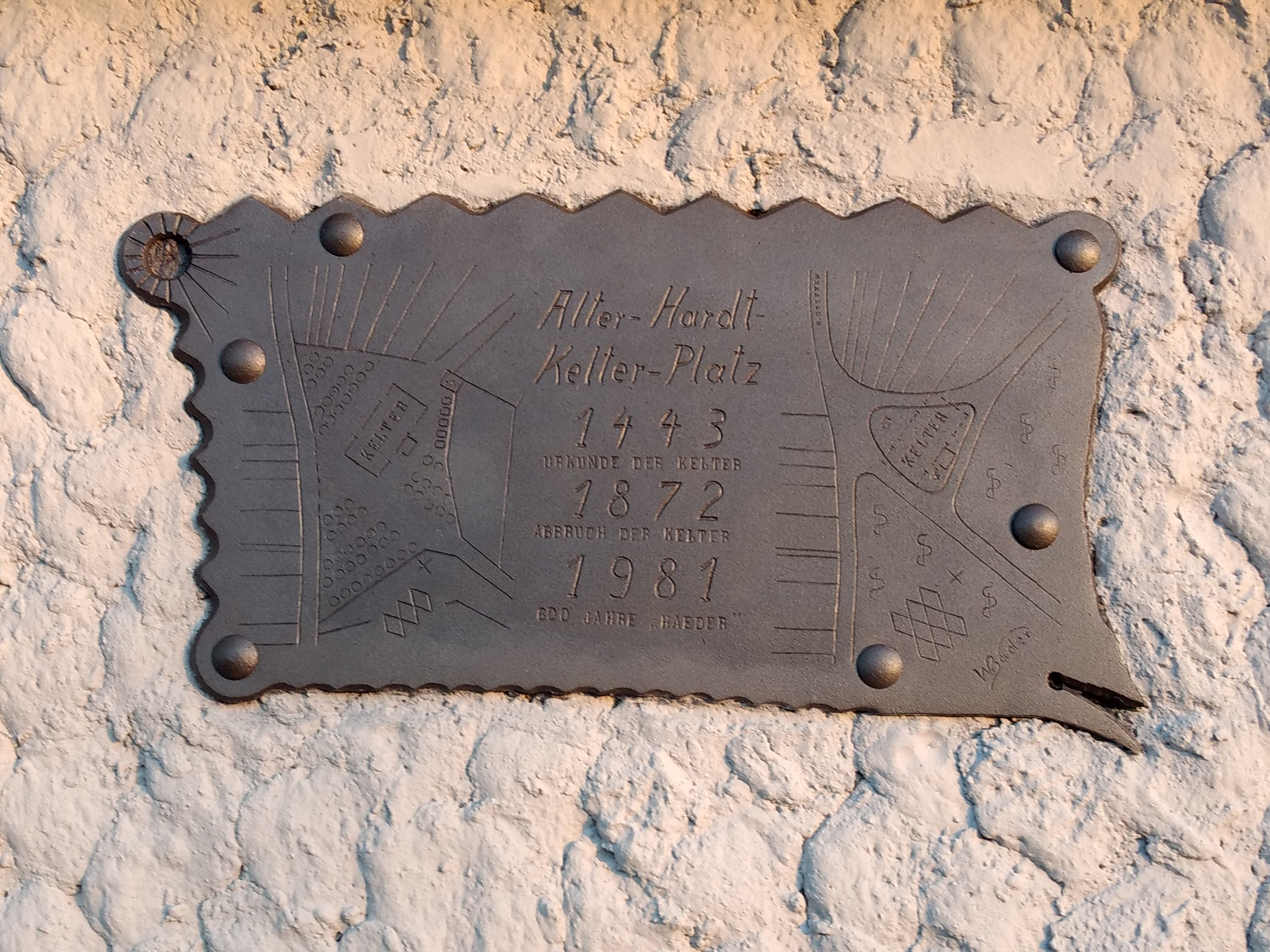
Gedenktafel am Unterstand beim ehemaligen Standort der Hardtkelter
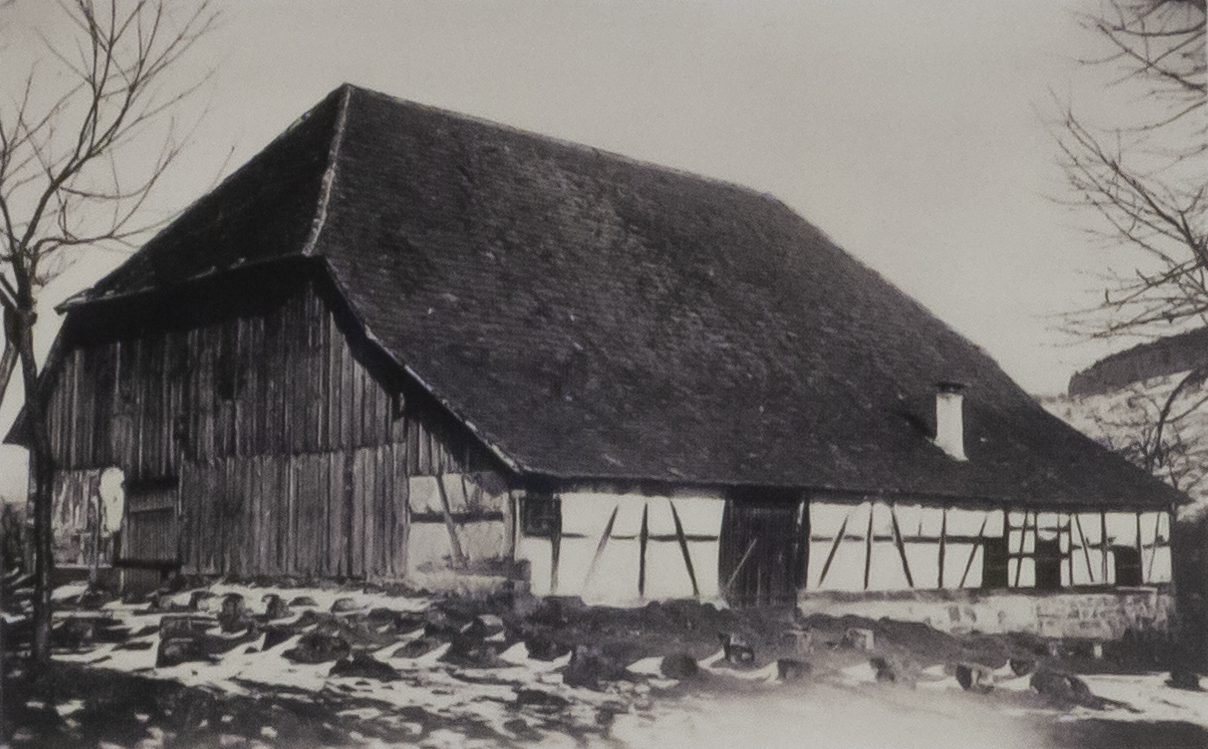
Hohe Kelter
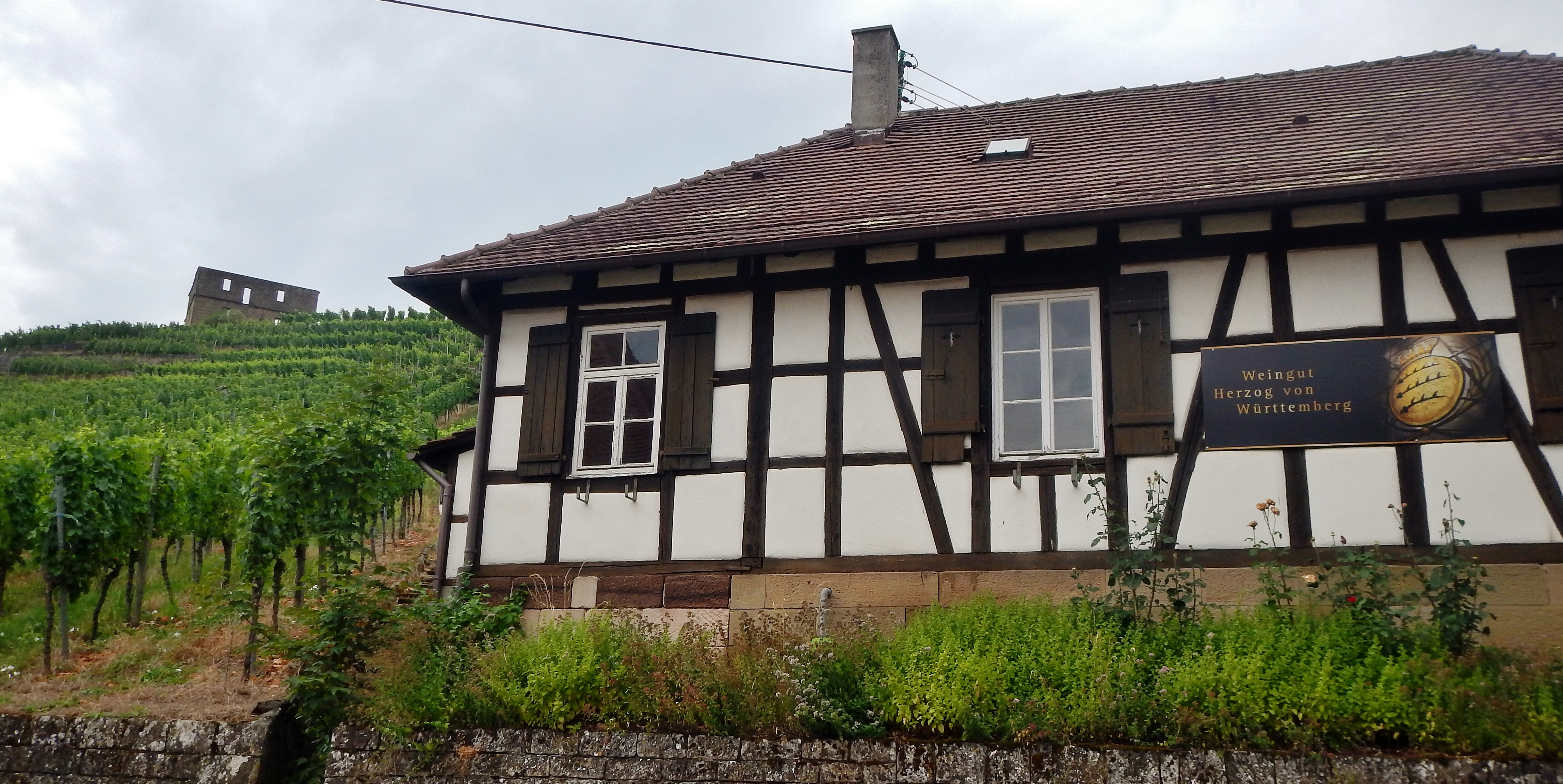
Hofkammerkelter
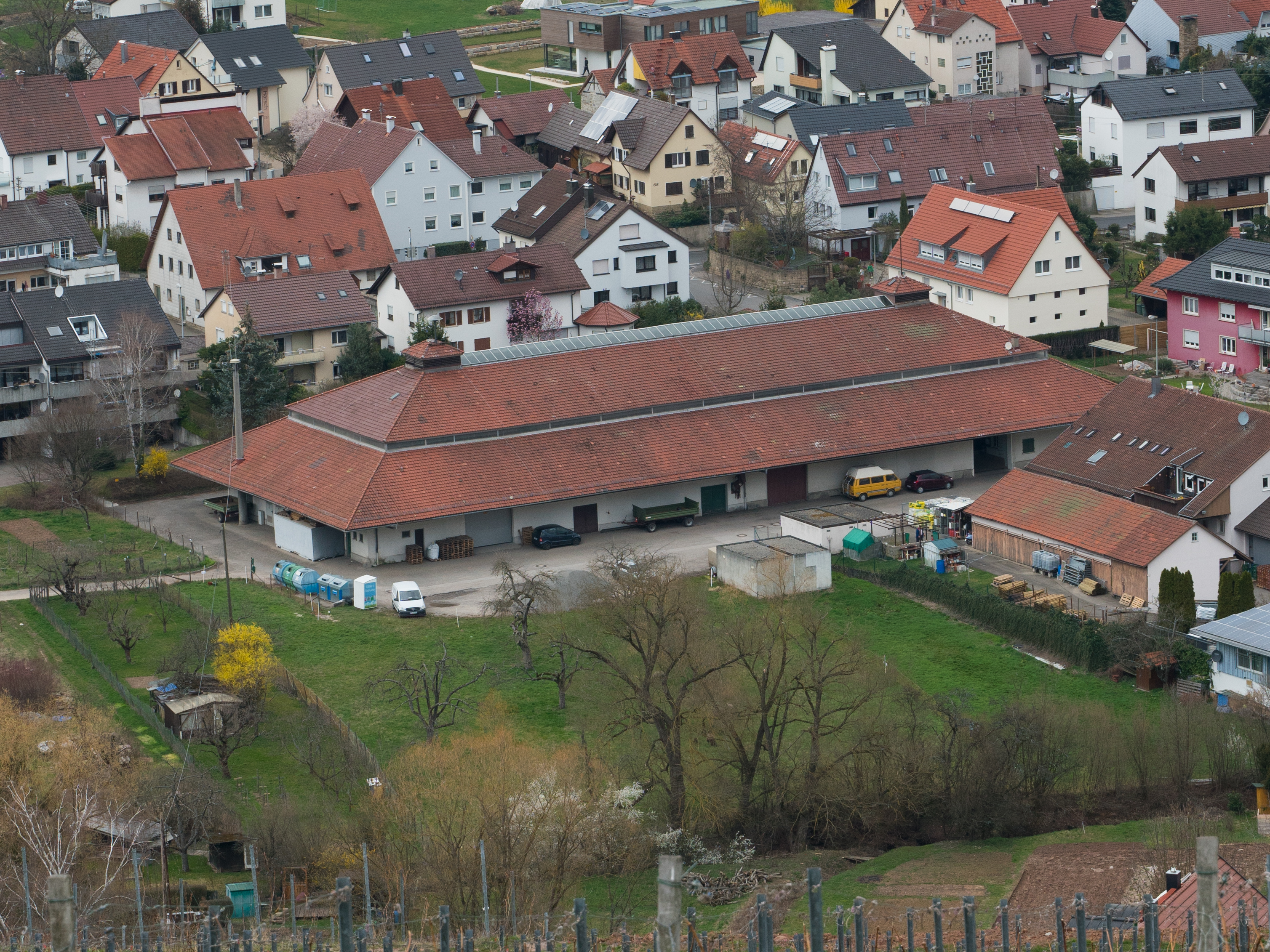
Genossenschaftskelter

## Politik

### Ehemalige Bürgermeister
Die ehemaligen Bürgermeister und Schultheiße vor der Gemeindereform (unvollständig):
- 1494: Josua Hecker
- 1531: Wilhelm Contzmann
- 1559: Conrad Schretz
- 1561: Jerg Contzmann
- 1561: Hans Hecker
- 1565–1585: Veit Aberlin
- 1591–1611: Martin Vischer
- 1612–1623: Jerg Ailin genannt Fröschlin
- 1623–1633: Hans Leins
- 1634–1640: Hans Reichlen
- 1640–1664: Caspar Aberlin
- 1664–1674: Michael Ehlin (ab 1666: Amtsverweser)

Seit 1666 privates Eigentum des Hauses Württemberg. Schultheiße sind nun Amtsverweser. De facto waren allerdings die Stabsamtmänner die maßgebende Instanz in Verwaltung und Rechtsprechung. Die Amtsverweser wurden als Strohmann eingesetzt und hatten somit nichts zu sagen.
Amtsverweser
- 1674–1680: Daniel Beck
- 1680–1682: Jörg Rund
- 1682–1684: Johannes Linsenmayer
- 1698: Johannes Vetter
- 1708–1720: Israel Ensslin
- 1724–1725: Joh. Georg Kuntzmann
- 1725–1747: Johann Michael Kurrle
- 1749: Joh. Fr. Knauss
- 1758: Joh. Georg Bäder
- 1759–1763: Joh. Ludw. Schmid
- 1763–1797: Johann David Lausterer
- 1797–1804: Adam Moser
- 1804–1812: Augustin Ensslen (ab 1807: Schultheißen-Amtsverweser)

Stabsamtmänner
- 1664: Hans Jacob Fesel
- 1664–1673: Daniel Wieland
- 1673–1682: Johann Georg Ostertag
- 1682–1690: Johann Ulrich Aldinger
- 1690–1702: Wilhelm Christoph Faber
- 1702–1712: Johann Chr. Allgäuer
- 1712–1724: Johann Friderich Lächelin
- 1725–1741: Johann Jacob Cuon
- 1741–1759: Johann David Feucht
- 1759–1788: Johann David Rapp
- 1788–1804: Philipp David Rapp
- 1804–1806: Johann Friedrich Kaußler

Mit der Aufhebung des ritterschaftlichen Verhältnisses 1807 erloschen die Hoheitsrechte des Stabsamtmanns.
- 1813–?: David Dietelbach
- 1823–1842: Jacob Moser
- 1842–1862: Ernst Koch
- 1862–1892: Ludwig Bäuchle
- 1892–1917: Gottlob Möck
- 1918–1941: Gottlob Möck jun. (ab 1927: Bürgermeister)[27]

Die Gemeindeordnung von 1927 hatte den Titel Schultheiß abgeschafft.
Bürgermeister
- 1948–1965: Erwin Hitziger[28]
- 1965–1975: Werner Jäkle[29]